# U Equulei
U Equulei (U Equ / IRAS 20547+0247) es una estrella variable en la constelación de Equuleus de magnitud aparente +14,50 en banda B. Se encuentra a una distancia estimada de 5000 años luz (1500 pársecs) del sistema solar.
U Equulei es una estrella peculiar cuyo espectro óptico es uno de los más extraños observados. Sus espectros, obtenidos en 1994, están dominados por grupos de absorción fuertes de óxidos metálicos, hasta cierto punto similares a los de gigantes rojas de tipo espectral M.
Las bandas debidas a TiO, AlO, y VO parecen tener un origen circunestelar —provenientes de material que rodea a la estrella— y no fotosférico.
No parece existir caída de materia hacia la estrella, ni eyección de masa desde la misma, por lo que se piensa que el gas puede estar contenido en una estructura en forma de disco.
U Equulei muestra, además, otras peculiaridades. Sus emisiones máser de OH y H2O varían tanto en velocidad como en intensidad.
Asimismo, su elevada velocidad radial (78 km/s) y su latitud galáctica (-26º) sugieren un nexo con la población del halo galáctico.
U Equulei está catalogada como una variable irregular de largo período (LB) cuyo brillo —en banda B— varía entre magnitud +14,5 y +15,5. Aunque en 1994 su magnitud visual era aproximadamente +9, observaciones posteriores —1996, 1998 y 1999— registraron una disminución en su magnitud a +13.
Las variaciones en magnitud visual así como el origen del material circunestelar permanecen inexplicadas; no obstante, la extraña naturaleza de su espectro óptico sugiere que la estrella pudiera haber entrado en una etapa de rápida evolución.
Por otra parte, se ha sugerido que el acrecimiento de un planeta gigante hacia una creciente gigante roja ha podido hacer que las capas exteriores de la estrella giren lo suficientemente deprisa como para provocar una efusión ecuatorial —o disco en expansión—, responsable del peculiar entorno de U Equulei.